# Tagaloscelimena cebuensis
Tagaloscelimena cebuensis är en insektsart som beskrevs av Günther, K. 1938. Tagaloscelimena cebuensis ingår i släktet Tagaloscelimena och familjen torngräshoppor. Inga underarter finns listade i Catalogue of Life.